# 北京市经济
| 北京市                     |
| -------------------------- |
| 北京历史 北京地理 北京经济 |

北京經濟發展水平在中國大陸地區處於領先地位。2015年北京市地区生产总值22968.6亿元，同比增长6.9%，是2010年以来北京经济增速的最低值；人均地区生产总值达10.6万元，按年平均汇率折合17064美元，在省级行政区次於天津市位居全国第2位。
2015年北京第三产业比例达到80%左右，对经济贡献最大的主要是金融等产业。其中金融业增长18.1%，信息传输、软件和信息技术服务业增长12%，科学研究和技术服务业增长14.1%。另一方面，2015年北京工业企业关停了326家，商品批发市场拆并、疏解了97家。

## 历史
北京是中国经济发展较快的省市区之一。从1979-2007年29年，按绝对数比较，2007年GDP总量为1978年的82.75倍；按可比价格比较（全国平均物价水平推算），GDP年平均增长率10.4％，高于同期全国9.8％年平均增长率，增长速度次于河南、新疆等八省市区居全国第九位。1999年以来，在奥运题材的刺激下，北京GDP连续保持10％以上的年增长率。
2007年度年所得12万元以上个人所得税自行纳税申报者北京市达34.1万人，仅次于广东省，居全国第二位。2009年末全市中資金融机构人民币居民储蓄存款余额14,566.3亿元，人均儲蓄達到84,442元。北京居民具有较高的消费能力，2009年全年累计实现社会消费品零售额为5310亿元，比上年增长15.7%。依据最新的国家统计局资料，2009年，北京城镇、农村居民的恩格尔系数分别为32.4%和33.2%。按照世界銀行劃分的標準，目前北京屬於中等富裕程度的城市，而按照联合国粮农组织的标准，北京已达到“富裕型”社会，但贫富差距拉大问题在北京同样存在。

## 经济区域

北京经济技术开发区（绿色）在北京市区的位置

北京各区域发展极不平衡。据2008年的统计称，北京南城五区（宣武、崇文、丰台、房山、大兴）的GDP总量不及北城五区（西城、东城、海淀、朝阳、石景山）的1/5，南城财政收入亦不及北城之1/4；在京的国际大型企业九成以上位于北城，且南城之城市建设、繁华程度、教育医疗水平等均远逊于北城，北京市“南穷北富”的称呼不胫而走。目前北京市政府正在着手解决南城的落后问题。

### 开发区
北京经济技术开发区位于大兴区亦庄地区附近，临近南五环和京津塘高速公路。雁栖开发区位于怀柔区雁栖地区，后在其基础上成立怀柔科学城。北京未来科技城位于昌平区东部与顺义区的交界处，后改称北京未来科学城。2017年，北京市将中关村科学城、怀柔科学城、未来科学城、北京经济技术开发区并称为“三城一区”，并将其作为北京建设全国科技创新中心的主平台。

### 环渤海经济圈
环渤海经济圈有京津冀城市群、山东半岛蓝色经济区和辽中南地区组成。2015年4月30日，中共中央政治局召开会议审议通过了《京津冀协同发展规划纲要》，指出京津冀协同发展战略的核心是“有序疏解北京非首都功能，调整经济结构和空间结构，走出一条内涵集约发展的新路子，探索出一种人口经济密集地区优化开发的模式，促进区域协调发展，形成新增长极。”

## 经济数据
| 指标                           | 比重（%） |
| ------------------------------ | --------- |
| 按产业分                       |           |
| 第一产业                       | 0.6       |
| 第二产业                       | 19.6      |
| 第三产业                       | 79.8      |
| 按行业分                       |           |
| 农、林、牧、渔业               | 0.6       |
| 工业                           | 15.9      |
| 建筑业                         | 4.2       |
| 批发和零售业                   | 10.5      |
| 交通运输、仓储和邮政业         | 4.2       |
| 住宿和餐饮业                   | 1.8       |
| 信息传输、软件和信息技术服务业 | 10.3      |
| 金融业                         | 17.1      |
| 房地产业                       | 6.3       |
| 租赁和商务服务业               | 7.7       |
| 科学研究和技术服务业           | 7.9       |
| 水利、环境和公共设施管理业     | 0.8       |
| 居民服务、修理和其他服务业     | 0.5       |
| 教育                           | 4.2       |
| 卫生和社会工作                 | 2.5       |
| 文化、体育和娱乐业             | 2.3       |
| 公共管理、社会保障和社会组织   | 3.2       |

## 產業結構
北京经济建设一度陷入“首都经济”还是“北京经济”的争论。2005年在国务院批准的《北京市城市总体规划（2004-2020）》中，北京被定位为“国家首都、世界城市、文化名城、宜居城市”。北京市根据国务院批准的城市建设规划，迁出大批耗能大、不经济的产业部门，把重点放在高新技术产业和服务业上。由于第二产业遭到严重削弱曾经导致北京经济在2000年左右受到国际IT产业波动的强烈影响，在两个连续季度经济增长率分别居全国第一和倒数第一，引起中央和北京地方政府的关注，随后上马了一批包括北京现代汽车在内的高附加值制造业，从而在一定程度上扭转了北京產業结构不合理的现象。

### 第二產業
北京市汽车产业分布在朝阳、通州、顺义、密云、房山和大兴，企业有北京奔驰、北汽福田等。生物医药产业以中关村生命科学院、北京经济技术开发区、大兴生物工程与医药产业基地为重点，发展包括化学制药、中医药、生物制药等。光机电产业包括数控机床（顺义开发区）、发电及输变电设备、工程机械、电子专用设备、智能化仪器仪表（昌平科技园）、印刷机械、医疗器械、新能源与节能环保设备、激光、机器人。微电子产业包括单芯片系统、液晶显示器、计算机及网络产品、第三代移动通信、数码影像产品、交通电子产品、数字电视、IC卡和电子识别产品、半导体照明材料

### 第三產業
北京是中国第三产业最发达的省级行政区，2007年第三产业增加值6425.64亿元，占GDP的比重达到71.35％，居全国第一位。近年来，北京的房地产业与汽车工业持续发展。2005年，约2800万平方米的房产成交销售，销售金额超过1758.8亿元。2009年12月，北京市机动车保有量已经突破400万辆，而這一數字從300万增加至400万僅用時兩年7個月。
北京是中国北方重要的商业金融中心之一，包括国家开发银行、中国农业发展银行等政策性银行、中国人寿、中国人保等大型保险公司的总部设在北京，中国人民银行、证监会、银保监会等金融监管机构也设于北京。
2015年全年，北京货运量28765.2万吨，客运量69923.1万人。年末全市机动车保有量561.9万辆，民用汽车535万辆。其中，私人汽车440.3万辆，私人汽车中轿车316.5万辆。全年实现邮电业务总量990.9亿元。其中，邮政业务总量67.8亿元，电信业务总量923亿元。全年发送邮政函件6.1亿件，特快专递14.1亿件。年末固定电话用户达到784.6万户，固定电话主线普及率达到36.1线/百人。年末移动电话用户达到4051.9万户，移动电话普及率达到186.7户/百人。年末固定互联网宽带接入用户数达到469.1万户。
旅遊業也是北京的重要產業。2015年，北京旅遊業共接待海外遊客420萬人次，旅遊外匯收入46億美元；接待國內遊客2.7億人次，國內旅遊收入為4,320億元人民幣。
2015年，北京前两大的出口市場是美國和香港。2015年，北京對香港的出口約48.7億美元，佔北京出口的8.9%，比2014年下跌4.2%。北京主要出口產品為機電產品及高科技產品。2015年，美國是北京最大的進口來源地，其次是德國。
2014年，香港是北京外來投資的最大來源地。來自香港的實際利用外商直接投資額達54.15億美元，佔外商直接投資總額的59.9%。其他主要投資者來自德國、英屬維爾京群島、開曼群島、新加坡及日本。
北京自贸区于2020年9月21日正式成立。

## 财政收支
2004年北京市全年完成地方财政收入534亿元，连续8年保持20%以上的增长速度。2009年，北京全市完成地方财政收入（一般预算）2026.8亿元，比上年增长10.3%。2013年，全市地方公共财政预算收入3661.1亿元，比上年增长10.4%，地方公共财政预算支出4173.66亿元，增长13.3%。

## 企业与品牌
北京是全国总部经济发展能力最强和规模最大的城市之一。北京拥有2013年《财富》杂志评出的世界500强企业总部48家，是世界上拥有世界500强企业总部最多的城市之一。北京还已经聚集了跨国公司地区总部82家，外商投资公司183家，外资研发中心353家。北京同时还聚集了许多中国大型国有企业的总部，包括中国石化集团、中国石油集团、国家电网公司、中国电信集团、中国移动通信集团等入选《财富》杂志全球500强企业的中央企业总部。位于朝阳区的北京中央商务区（CBD），以国贸为中心，已经成为北京最重要的商务中心、购物中心和高档住宅区，来自全球数百家跨国企业的驻华总部均入驻于此。